# Jesús López Meneses
Jesús López Meneses (* 24. Mai 1971 in Mexiko-Stadt) ist ein ehemaliger mexikanischer Fußballspieler auf der Position eines Verteidigers.

## Laufbahn
López Meneses begann seine Profikarriere bei Toros Neza. Als dieser Verein sich zum Ende der Saison 1999/00 aus der höchsten mexikanischen Spielklasse zurückzog, war López zunächst vereinslos und fand dann eine Anstellung beim Hauptstadtverein Club América, mit dem er im Torneo Verano 2002 den Meistertitel gewann.
Anschließend spielte er noch für den CF Pachuca und die Jaguares de Chiapas sowie deren Farmteam Jaguares de Tapachula, bevor er seine aktive Laufbahn im Jahr 2004 in Diensten des Querétaro Fútbol Club beendete.
Gegenwärtig (Saison 2016/17) arbeitet López im Trainerstab des neu formierten CD Estudiantes Tecos. Der mexikanische Meister von 1994 spielt gegenwärtig nur in der viertklassigen Tercera División.

## Erfolge
- Mexikanischer Meister: Verano 2002